# Rel (serie televisiva)
Rel è una serie televisiva statunitense ideata da Lil Rel Howery, Kevin Barnett e Josh Rabinowitz.
La serie viene trasmessa su Fox dal 9 settembre 2018.

## Trama
La serie è incentrata su Rel, un infermiere che vive nel West Side di Chicago, la cui vita viene presto interrotta quando sua moglie ha una relazione con il suo barbiere e chiede il divorzio.

## Personaggi e interpreti
- Rel, interpretato da Lil Rel Howery
- Nat, interpretato da Jordan L. Jones
- Brittany, interpretata da Jessica 'Jess Hilarious' Moore
- Dad, interpretato da Sinbad

## Episodi
| n° | Titolo originale     | Titolo italiano   | Diretto da                      | Scritto da                                      | Prima TV USA     | Prima TV Italia | Ascolti USA |
| -- | -------------------- | ----------------- | ------------------------------- | ----------------------------------------------- | ---------------- | --------------- | ----------- |
| 1  | Pilot                |                   | Gerry Cohen                     | Lil Rel Howery, Kevin Barnett e Josh Rabinowitz | 9 settembre 2018 |                 | 5.49        |
| 2  | Laundry Room         | 30 settembre 2018 | Gerry Cohen                     | Lil Rel Howery, Kevin Barnett e Josh Rabinowitz | 1.99             |                 |             |
| 3  | Kids First Visit     | Mike Scully       | Mike Scully                     | 7 ottobre 2018                                  | 1.81             |                 |             |
| 4  | One Night Stand      | Gerry Cohen       | Aeysha Carr                     | 14 ottobre 2018                                 | 1.40             |                 |             |
| 5  | Halloween            | Gerry Cohen       | Aeysha Carr e Hugh Moore        | 21 ottobre 2018                                 | 1.45             |                 |             |
| 6  | Windy City Politics  | Gerry Cohen       | Danielle Sanchez-Witzel         | 4 dicembre 2018                                 | 1.64             |                 |             |
| 7  | Re-Enter the Dragons | Gerry Cohen       | Andrew Lee                      | 11 novembre 2018                                | 1.25             |                 |             |
| 8  | Blizzard             | Gerry Cohen       | Josh Rabinowitz e Kevin Barnett | 18 novembre 2018                                | 1.62             |                 |             |
| 9  | Brittany's Mom       | Gerry Cohen       | Rae Sanni                       | 2 dicembre 2018                                 | 1.61             |                 |             |
| 10 | Hate & Hip Hop       | Gerry Cohen       | Josh Rabinowitz e Kevin Barnett | 9 dicembre 2018                                 | 2.06             |                 |             |
| 11 | Mom                  | Gerry Cohen       | Willie Hunter e Dave Helem      | 6 gennaio 2019                                  | 1.23             |                 |             |
| 12 | Cleveland            | Gerry Cohen       | Mike Mariano                    | 13 gennaio 2019                                 | TBD              |                 |             |

## Accoglienza

### Critica
Su Rotten Tomatoes ha un indice di gradimento del 44% con un voto medio di 4,36 su 10, basato su 16 recensioni, mentre su Metacritic ha un punteggio di 46 su 100, basato su 6 recensioni.